# Denis Sinor
Denis (Dénes) Sinor (* 17. April 1916 in Klausenburg, damals Ungarn; † 12. Januar 2011 in Bloomington, Indiana) war ein US-amerikanischer Asienwissenschaftler.

## Herkunft und Ausbildung
Sinor wuchs in Ungarn und der Schweiz auf. Als Student der Universität Budapest erhielt er mehrere Stipendien und schloss sein Studium 1938 mit einer Arbeit in Altaistik ab. Von 1939 bis 1948 lebte er in Frankreich, zunächst als Lehrer für Ungarisch an der École des langues orientales in Paris. Als politisch unzuverlässig eingestuft, wechselte er 1942 ins Vichy-Frankreich, wurde Mitglied der Résistance, diente in der französischen Besatzungszone Deutschlands und wurde im November 1945 demobilisiert.

## Akademische Laufbahn
Von 1948 bis 1962 forschte er an der Abteilung für Orientalische Studien an der britischen Universität Cambridge. 1962 wechselte er an die Indiana University in Bloomington, Indiana. Von 1963 bis 1988 leitete er die von ihm gegründete Abteilung für Uralische und Altaische Studien. Bis 1981 leitete er das von ihm 1967 gegründete Forschungsinstitut für innerasiatische Studien, das 2006 zu seinen Ehren in Denis Sinor Institute for Inner Asian Studies umbenannt wurde. Von 1963 bis 1988 war er Direktor des Inner Asian and Uralic National Resource Center.
Sinor war Mitglied mehrerer Akademien und erhielt zahlreiche Ehrungen. 1994 wurde er zum auswärtigen Mitglied der Academia Europaea gewählt. Zu seinen Ehren vergibt die britische Royal Asiatic Society die Denis Sinor Medal for Inner Asian Studies. 2005 erhielt er eine Honorarprofessur am Orientalischen Institut der Russischen Akademie der Wissenschaften in Moskau.
Sinor schrieb 8 Bücher und gab 13 heraus, schrieb mehr als 160 Aufsätze auf Ungarisch, Französisch, Englisch und Deutsch, veröffentlichte mehr als 125 Rezensionen und schrieb Artikel für mehrere Enzyklopädien, darunter die Encyclopædia Britannica. Er war Herausgeber des Journal of Asian History (seit 1967), der Indiana University Uralic and Altaic Series (über 150 Bände) und der Indiana University Oriental Series.

## Festschriften und Bibliographie
- Walther Heissig, John R. Krueger, Felix J. Oinas, Edmond Schütz (Hrsg.): Tractata Altaica. Denis Sinor, sexagenario optime de rebus altaicis merito dedicata. Harrassowitz, Wiesbaden 1976, ISBN 3-447-01798-8 (zum 60. Geburtstag).
- Ruth I. Meserve: Denis Sinor. Bibliography (= Arcadia Bibliographica Virorum Eruditorum. Bd. 9). Eurolingua, Bloomington IN 1986, ISBN 0-931922-12-7 (zum 70. Geburtstag).
- Elena V. Boĭkova, Giovanni Stary, Elizabeth Carlson, Charles Carlson (Hrsg.): Florilegia Altaistica. Studies in Honour of Denis Sinor on the Occasion of his 90th Birthday (= Asiatische Forschungen. Bd. 149). Harrassowitz, Wiesbaden 2006, ISBN 3-447-05396-8 (zum 90. Geburtstag).